# Катанов, Юрий Яковлевич
Юрий Яковлевич Катанов (22 ноября 1922, Тифлис, СССР — ?) — советский футболист, защитник, тренер.

## Карьера
Воспитанник тбилисского футбола. Выступал за команду «Спартак» (Тбилиси). В 1950-51 гг. вместе с «красно-белыми» в классе «А» советского футбола провёл 55 игр.
Затем в течение нескольких лет защитник играл в ивановской команде «Красное Знамя». После завершения своих выступлений, остался в этом коллективе в должности тренера. В течение двух лет он ассистировал Рамизу Каричеву и Николаю Сентябрёву.
В 1959 году в качестве футболиста выступал за шуйский «Спартак».

## Статистика

### Клубная
| Команда           | Сезон | Чемпионат | Чемпионат | Чемпионат | Кубок | Кубок | Итого | Итого |
| Команда           | Сезон | Уров.     | Игры      | Голы      | Игры  | Голы  | Игры  | Голы  |
| ----------------- | ----- | --------- | --------- | --------- | ----- | ----- | ----- | ----- |
| Спартак (Тбилиси) | 1949  | II        | 0         | 0         | 0*    | 0*    | 0     | 0     |
| Спартак (Тбилиси) | 1950  | I         | 33        | 0         | 0*    | 0*    | 33    | 0     |
| Спартак (Тбилиси) | 1951  | I         | 22        | 0         | 0*    | 0*    | 22    | 0     |
| Спартак (Тбилиси) | Итого | Итого     | 55        | 0         | 0*    | 0*    | 55*   | 0*    |
| Красное Знамя     | 1952  | II        | 18        | 0         | 0*    | 0*    | 18    | 0     |
| Красное Знамя     | 1953  | II        | 17        | 0         | 0*    | 0*    | 17    | 0     |
| Красное Знамя     | 1954  | II        | 21        | 0         | 0*    | 0*    | 21    | 0     |
| Красное Знамя     | 1955  | II        | 13        | 0         | 0*    | 0*    | 13    | 0     |
| Красное Знамя     | Итого | Итого     | 75        | 0         | 0*    | 0*    | 75*   | 0*    |
| Спартак (Шуя)     | 1952  | IV        | ?*        | ?*        | —     | —     | ?*    | ?*    |
| Спартак (Шуя)     | Итого | Итого     | ?*        | ?*        | —     | —     | ?*    | ?*    |
| Всего             | Всего | Всего     | 130       | 0         | 0*    | 0*    | 130*  | 0*    |

Примечание: знаком * отмечены ячейки, данные в которых возможно больше указанных.